# Konrad Leipelt
Konrad Leipelt (* 15. Mai 1886 in Neisse, Provinz Schlesien; † September 1942 in Bad Kissingen) war ein deutscher Ingenieur und Manager in der Montanindustrie. Er war Vater der Widerstandskämpfer Hans Konrad Leipelt und Maria Leipelt Bode (Hamburger Zweig der NS-Widerstandsorganisation Weiße Rose).

## Leben
Konrad Leipelt wurde 1886 in Neisse in Schlesien in Preußen geboren. Er schloss sein Studium als Diplomingenieur ab und war Mitglied beim heutigen Corps Silingia Breslau zu Köln.
Der Diplomingenieur heiratete die in Boskowitz geborene promovierte Chemikerin und NS-Widerstandskämpferin Katharina (Käthe) Baron, die aus einer christlich-jüdischen Familie stammte. Mit ihr hatte er zwei Kinder. Die Kinder, Hans Leipelt (1921–1945) und Maria Leipelt (1925–2008), waren beide Widerstandskämpfer und Mitglieder der Weißen Rose in Hamburg (s. auch Hamburger Zweig der Weißen Rose).
In den 1920er Jahren war Konrad Leipelt als Betriebsleiter der Norddeutschen Affinieren AG (Aurubis) tätig, einem heute börsennotierten Kupferproduzenten und -verwerter aus Hamburg, wo die Familie Leipelt in einem bürgerlichen Altbauviertel in der Kirchenallee (heute Mannesallee) seit ihrem Umzug aus Wien 1925 wohnte (diverse Umzüge innerhalb Hamburgs folgten). In den 1930er Jahren wurde Konrad Leipelt Technischer Direktor der Zinnwerke Wilhelmsburg, das zur damaligen Zeit zu den wichtigsten Zinn- und Kupferhütten in Deutschland zählte.
Aufgrund der jüdischen Herkunft seiner Ehefrau Katharina (geborene Baron) war die Familie Leipelt ab 1935 durch die Bestimmung der Nürnberger Gesetze stark betroffen. Die Ehe galt nun als Mischehe und die Kinder als Mischlinge 1. Grades. So beging beispielsweise der Bruder seiner Frau, Otto, nach einem Verhör der Geheimen Staatspolizei am 12. März 1938 zum Schutz seiner Familie Suizid. Die Schwiegereltern von Konrad Leipelt flüchteten zuerst nach Brünn in die Tschechoslowakei, wo Arnold Baron, sein Schwiegervater, 1939 starb. Konrad Leipelt reiste daraufhin persönlich zu seiner verwitweten Schwiegermutter Hermine Baron, um diese zum Wohnsitz der Familie Leipelt nach Harburg-Wilhelmsburg zu holen.
Konrad Leipelt stellte zu dieser Zeit aufgrund seiner beruflichen Stellung und seines Einflusses einen gewissen Schutz für seine Familie dar. So vermittelte er beispielsweise seinem Sohn Hans im Herbst 1940 einen Studienplatz für Chemie an der Universität Hamburg, wo dieser u.a. mit Margaretha Rothe und Heinz Kucharski (beide NS-Widerstandskämpfer Weiße Rose Hamburg) in Kontakt kam.
Als Konrad Leipelt überraschend im September 1942, während er zur Kur in Bad Kissingen weilte, an einem Herzinfarkt verstarb, war dies für die Familie ein gravierender Einschnitt. Ein neuer Erlass des Reichsministeriums für Wissenschaft, Erziehung und Volksbildung vom 2. Juli 1942 kurz vor seinem Tod schränkte die Rechte von Juden weiter ein. Das plötzliche Ableben von Konrad Leipelt bedeutete für die Familie neben dem Verlust des Ehemanns bzw. Vaters, auch den Verlust der Ausnahmeregelungen für Mischehen und daraus entstandener Kinder. Den antisemitischen Repressalien des NS-Regimes war die Familie Leipelt damit schutzlos ausgeliefert.